# Droga krajowa nr 405 (Węgry)

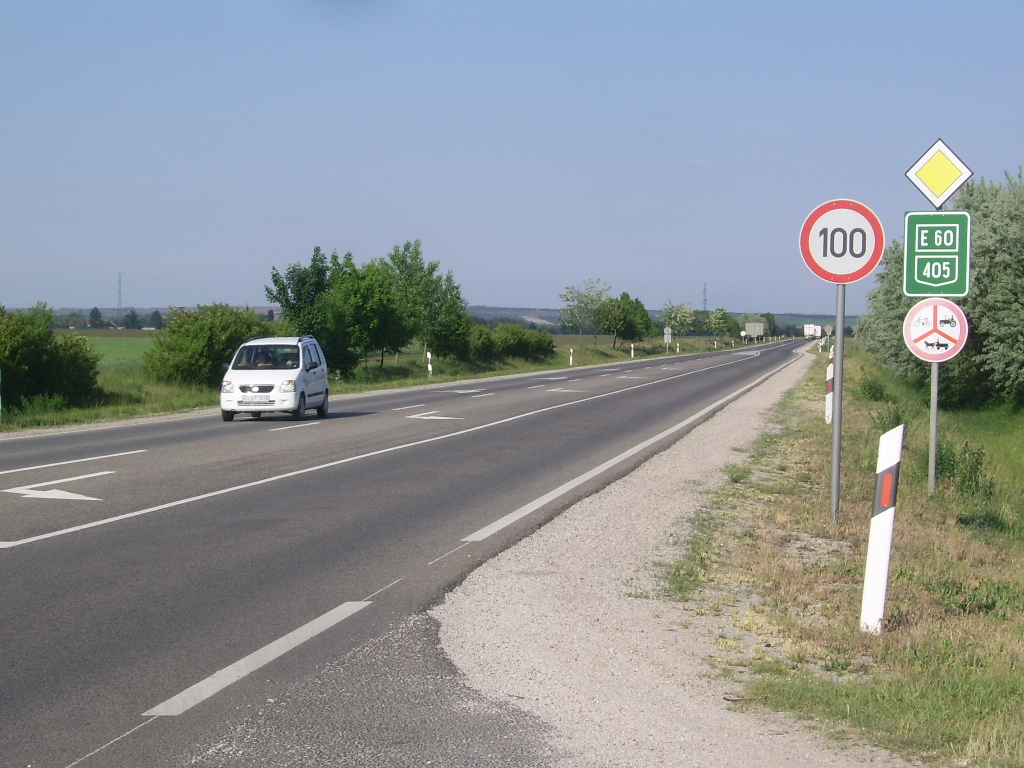
Droga krajowa nr 405, Dánszentmiklós

Droga krajowa nr 405 (węg. 405-ös főút) – droga krajowa w komitacie Pest w środkowych Węgrzech. Długość - 15 km. Przebieg: 
- Albertirsa – skrzyżowanie z drogą 4 i z drogą 40
- Újhartyán – skrzyżowanie z autostradą M5